# 45e cérémonie des National Society of Film Critics Awards
La 45e cérémonie des National Society of Film Critics Awards (NSFC Awards), décernés par la National Society of Film Critics, a eu lieu le 8 janvier 2011, et a récompensé les films réalisés l'année précédente.

## Palmarès

### Meilleur film
1. The Social Network
2. Carlos
3. Winter's Bone

### Meilleur réalisateur
1. David Fincher pour The Social Network
2. Olivier Assayas pour Carlos
3. Roman Polanski pour The Ghost Writer

### Meilleur acteur
1. Jesse Eisenberg pour le rôle de Mark Zuckerberg dans The Social Network
2. Colin Firth pour le rôle du roi George V dans Le Discours d'un roi (The King's Speech)
3. Édgar Ramírez pour le rôle de Ilich Ramírez Sánchez dans Carlos

### Meilleure actrice
1. Giovanna Mezzogiorno pour le rôle d'Ida Dalser dans Vincere
2. Annette Bening pour le rôle de Nic dans Tout va bien ! The Kids Are All Right (The Kids Are All Right)
3. Lesley Manville pour le rôle de Mary dans Another Year

### Meilleur acteur dans un second rôle
1. Geoffrey Rush pour le rôle de Lionel Logue dans Le Discours d'un roi (The King's Speech)
2. Christian Bale pour le rôle de Dicky Eklund dans Fighter (The Fighter)
3. Jeremy Renner pour le rôle de Jem dans The Town

### Meilleure actrice dans un second rôle
1. Olivia Williams pour le rôle de Ruth Lang dans The Ghost Writer
2. Amy Adams pour le rôle de Charlene Fleming dans Fighter (The Fighter)
3. Melissa Leo pour le rôle d'Alice Ward dans Fighter (The Fighter)
4. Jacki Weaver pour le rôle de Janine 'Smurf' Cody dans Animal Kingdom

### Meilleur scénario
1. The Social Network – Aaron Sorkin
2. Le Discours d'un roi (The King's Speech) – David Seidler
3. The Ghost Writer – Roman Polanski et Robert Harris

### Meilleure photographie
1. True Grit – Roger Deakins
2. Black Swan – Matthew Libatique
3. Somewhere – Harris Savides

### Meilleur film en langue étrangère
1. Carlos •  France
2. Un prophète •  France
3. White Material •  France

### Meilleur film documentaire
1. Inside Job
2. Faites le mur ! (Exit Through the Gift Shop)
3. Last Train Home (归途列车)

### Meilleur film en attente d'une distribution aux États-Unis
1. Film Socialisme

### Film Heritage
1. The Film Foundation (20-year anniversary)
2. Flicker Alley pour Chaplin at Keystone
3. FOX pour Elia Kazan Collection
4. National Film Preservation Foundation pour Upstream, film redécouvert de John Ford (1927)
5. Milestone pour On the Bowery
6. Word Is Out: Stories of Some of Our Lives, restauré par l'UCLA Film & Television Archive et distribué par Milestone